# Благотворительная организация
Благотворительная организация или учреждение — неправительственная, негосударственная организация, созданная для осуществления благотворительной деятельности. 
Задачей организаций (учреждений) является осуществление целевых программ социальной поддержки категорий населения, содействия науке и образованию, поддержки культуры и искусства, охраны здоровья и пропаганды здорового образа жизни, охраны окружающей среды. Международная классификация некоммерческих организаций выделяет благотворительные организации в отдельную группу, в которую входят фонды, предоставляющие гранты (в том числе частные, корпоративные, коммунальные и общественные); организации, поощряющие волонтёрскую деятельность (в том числе вербующие, обучающие и распределяющие волонтёров); и организации по сбору пожертвований, в том числе в форме лотерей.

## История
Возникновение организованной благотворительности в Европе (в том числе на Руси) принято связывать с деятельностью монастырей. После крещения Руси князь Владимир уже в 996 году сделал призрение бедных официальной обязанностью духовенства. Для финансирования монастырей, церквей и больниц была введена десятина, и церкви и монастыри оставались организациями, оказывавшими помощь «сирым и убогим» на протяжении веков. Похожая ситуация сложилась и в других европейских странах — так, в Англии богадельни открывались в основном при монастырях, начиная с датируемого тем же веком указа саксонского короля Этельстана об учреждении такого заведения в Йорке (а возможно, и предшествуя ему); к середине XVI века в Англии насчитывалось порядка 800 богаделен и больниц, но после роспуска монастырей от этого числа уцелели лишь немногие, которым предстояло стать светскими организациями.
Государственная благотворительность начинает развиваться лишь в конце Средних веков. В России первые законы о социальной помощи и первые казённые богадельни возникли при Иване Грозном, а при Алексее Михайловиче были созданы приказы по призрению бедных. Эпоха Просвещения в Европе породила первые частные благотворительные организации. Первая подобная организация была создана в Англии по инициативе купца Томаса Корама и известна основанием в 1741 году воспитательного дома, известного, как Госпиталь найдёнышей. Фонд Корама стал образцом для многочисленных благотворительных организаций, возникших уже к концу века.
В XIX веке вопрос о том, следует ли благотворительность поручить частным организациям или государству, стала в Англии темой широкой общественной дискуссии. В конечном итоге в этом вопросе возобладала точка зрения, отстаиваемая Томасом Мальтусом — о том, что государство неэффективно в вопросах социальной помощи, и в викторианскую эпоху был существенно ужесточён Закон о бедных, действовавший несколько веков и обеспечивавший бедствующим семьям государственную поддержку. Государство фактически самоустранилось из сферы социальной помощи. На фоне отказа государства от участия в поддержке слабейших слоёв населения особенно заметна стала деятельность в этом направлении частных фондов. Благотворительные общества занимались улучшением условий жизни рабочих, при этом разграничивая «достойных бедняков», то есть трудящихся, и тех, для которых причиной бедственного положения была собственная бездеятельность. Благотворительные общества викторианской Англии в целом руководствовались протестантской моралью в её наиболее консервативном виде, мальтузианскими принципами и классическими экономическими теориями времён Адама Смита, выступая против какого бы то ни было государственного вмешательства — как на уровне прямой финансовой поддержки нуждающихся (в том числе в виде пенсий), так и на уровне законов, призванных облегчить существование рабочего класса. Была выстроена практика расследований, призванных определить, кто из обращающихся за помощью имеет право на её получение — как теперь считается, эти расследования были прообразом деятельности современных социальных служб, рассматривающих личное дело каждого клиента по отдельности.

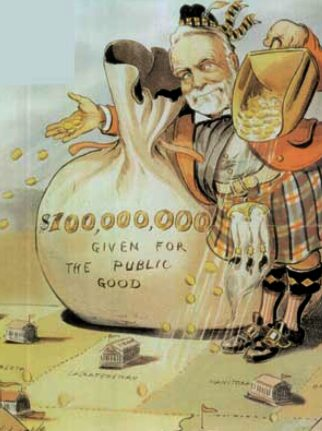
Золотой дождь Эндрю Карнеги (карикатура 1903 года)

Важной вехой в истории западной благотворительности был очерк Эндрю Карнеги «Богатство» (англ. Wealth), в котором один из крупнейших промышленников США выдвинул доктрину, согласно которой капиталы бизнесменов должны реинвестироваться в общество. Карнеги обрушился с резкой критикой на традиционную благотворительность, которая лишь реагировала на страдание вместо того, чтобы бороться с причинами бедности. Согласно Карнеги, благотворительность должна быть направлена на устранение корней социальных проблем и способствование прогрессу. Фонд Карнеги начал финансировать музеи, публичные библиотеки и учреждения высшего и среднего образования, положив начало новой, беспрецедентной по размаху, формации благотворительных обществ, многие из которых создавались такими же магнатами.
В России переход от благотворительности на государственном уровне к частным и общественным благотворительным обществам состоялся в середине XIX века. Если до этого для образования благотворительной организации обязательно требовалось монаршее соизволение, что тормозило развитие частной филантропии — до 1861 года было образовано менее сотни таких организаций, — то с 1861 года, когда вопросы частной благотворительности были переданы в ведение министерства внутренних дел, и до 1890 года появилось ещё около двух тысяч благотворительных обществ. К 1902 году в России насчитывалось уже более 11 тысяч благотворительных обществ и благотворительных заведений, оказывавших помощь в виде дешёвого или бесплатного обучения, проживания, питания, медицинской помощи и трудоустройства. Средства таких организаций черпались из членских взносов и пожертвований, а также из выручки от проведения лотерей и увеселительных мероприятий, доходов от недвижимости и принадлежавших организациям заведений. С приходом Советской власти частная благотворительность в России сошла практически на нет, хотя в отдельных социальных фондах продолжали использоваться пожертвования граждан (примером может служить Детский фонд им. Ленина).
Великая депрессия показала неспособность существующих благотворительных организаций справиться с небывалым падением благосостояния общества. В частности, в США крахом закончились попытки администрации Гувера и первого кабинета Рузвельта решить проблему с помощью добровольных обществ предыдущего поколения, что привело к принятию политики «Нового курса» с её массовыми публичными работами и налоговой реформой, призванной перераспределить сверхдоходы богатейшего слоя населения. Последняя стала серьёзным стимулом для миллионеров искать «лазейки» в налоговом кодексе, одной из которых оказалась именно благотворительность, обеспечивающая налоговые льготы. В результате за 40 лет, с 1940 до 1980 года, число частных благотворительных организаций в США выросло с 12,5 тысяч до 320 тысяч. К 2004 году это число выросло до 600 тысяч. Число фондов с капиталом, превышающим миллион долларов, выросло с 203 в начале Великой депрессии до более чем двух тысяч 30 лет спустя. Крупнейшей организацией этого типа стал Фонд Форда, благодаря деятельности которого компания Ford была де-факто полностью освобождена от налогов.
Фонд Форда стал одной из первых неправительственных благотворительных организаций, начавших работу на территории СССР после падения «железного занавеса». Вместе с ним на территории бывшего социалистического лагеря действовали Фонд Макартуров, Фонд Сороса, Фонд Чарльза Стюарта Мотта и британский Charities Aid Foundation. К ним присоединились крупнейшие международные благотворительные организации — «Врачи без границ», «Врачи мира», Армия спасения, Международный комитет Красного Креста. Позже пришло время национальных благотворительных фондов — для России такими стали в частности Благотворительный фонд Потанина, фонд «Династия» и Фонд культурных инициатив. Отчёт российского «Форума доноров» показывает, что в начале второго десятилетия XXI века в России действовала 301 благотворительная организация; из этого числа финансовая отчётность была открытой для 107 организаций с суммарным годовым оборотом 23,4 млрд рублей. ТАСС приводит оценки, по которым в России в 2019 году на благотворительность было пожертвовано от 17 до 360 млрд рублей. 

## Крупнейшие благотворительные организации
В зависимости от используемой методологии списки крупнейших благотворительных организаций могут различаться. Так, главным критерием для журнала Forbes является сумма собранных за год средств, в то время как Американский институт филантропии принимает во внимание эффективность (не менее 75 % собранных средств должны расходоваться на программы и не более 25 долларов должно быть потрачено на сбор 100 долларов) и финансовую открытость.
Пятёрка крупнейших благотворительных организаций, расположенных в США, по данным журнала Forbes включала в 2013 году фонд The United Way (3,9 млрд долларов пожертвований), Армию спасения (1,9 млрд долларов), The Task Force for Global Health (1,7 млрд долларов), Feeding America (1,5 млрд долларов) и Ассоциацию католических благотворительных обществ США (1,4 млрд долларов). Сайт Funds for NGOs в числе ведущих называет Фонд Билла и Мелинды Гейтс (общая стоимость более 34,5 млрд долларов), Фонд Сороса, Фонд Форда, Фонд Уильяма и флоры Хьюлетт (суммарная стоимость свыше 7 млрд долларов) и британский Children’s Investment Fund Foundation. Среди крупнейших благотворительных фондов числятся также британский Wellcome Trust (бюджет свыше 23 млрд долларов), американские Lilly Endowment (более 10 млрд долларов) и Robert Wood Johnson Foundation (более 9 млрд долларов).
В России к середине 2008 года крупнейшими благотворительными фондами были Благотворительный фонд Потанина с бюджетом более 8 млн долларов, фонд Олега Дерипаски «Вольное дело», фонд «Династия» и детский фонд «Виктория» Николая Цветкова. В рейтинг главных благотворителей Украины в 2012 году входили 59 организаций (из них 34 благотворительных фонда), потративших на благотворительность около 581 млрд гривен. Крупнейшими из них были Благотворительный фонд «Развитие Украины» Рината Ахметова и Международный благотворительный фонд «Каритас Украины».